# Park im. Stefana Żeromskiego w Krakowie
Park im. Stefana Żeromskiego – niewielki park miejski w Krakowie, znajdujący się w Dzielnicy XVIII Nowa Huta na osiedlu Na Skarpie, między ulicą Wacława Sieroszewskiego (na północy), Szpitalem Specjalistycznym im. Stefana Żeromskiego (na wschodzie) i Łąkami Nowohuckimi (na południowym zachodzie). Powierzchnia parku wynosi 3,34 ha.

## Historia
Teren późniejszego parku historycznie był polami wsi Mogiła, zwanymi na mapie katastralnej „Za Cmentarzem”. W czasach II wojny światowej i okupacji hitlerowskiej, w latach 1940-1943 w tym miejscu znajdował się obóz pracy przymusowej, w którym przetrzymywano żydowskie kobiety, które produkowały elementy do samolotów a także Baulager 15/XIV, gdzie więziono jeńców sowieckich, pracujących na lotnisku w Czyżynych przy budowie pozorowanego lądowiska w okolicach Kopca Wandy. W latach budowy pierwszych osiedli Nowej Huty obszar przy Skarpie był zapleczem budowlanym, składem materiałów, betoniarni i miejscem biur – także w poobozowych barakach. Realizacja parku nad Skarpą przewidziana została w projekcie zagospodarowania okolic Szpitala Żeromskiego. W 1976 roku przystąpiono do porządkowania terenu dawnych składów budowlanych, przeznaczając jego część pod zabudowę, a część z przeznaczeniem na park. Do początkowo zaplanowanych 2 ha dodano jeszcze ok. 1,5 ha po zlikwidowanej bazie ZREMB-u. W 2000 roku zbudowano nowe alejki asfaltowe i zamontowano oświetlenie, a w 2001 teren parku został na nowo zagospodarowany nowymi nasadzeniami drzew i krzewów, a także małą architekturą.
W 2018 roku zakończył się generalny remont parku w ramach którego przebudowane zostały alejki i elementy małej architektury oraz nasadzono róże, nowe krzewy i byliny. Uporządkowano zieleń przy Skarpie, która przez lata niekontrolowanego rozrostu przysłoniła dalekie widoki na południe. Zbudowano drewnianą pergolę oraz domek na drzewie, z którego roztacza się rozległy widok na Łąki Nowohuckie, dolinę Wisły oraz Pogórze Wielickie. Utworzono również plac zabaw o wartościach edukacyjnych nawiązujący do walorów ekologicznych sąsiednich Łąk Nowohuckich. Wśród elementów jego infrastruktury znalazły się m.in. urządzenie linowe przypominające kształtem pajęczynę krzyżaka łąkowego, gniazda wiklinowe z jajami bączka, derkacza i świerszczaka oraz siedzisko w kształcie zaskrońca. Zrewitalizowany park ze względu na lokalizację ma być integralną częścią większej ścieżki edukacyjnej prowadzącej wzdłuż wiślanej skarpy.

## Galeria

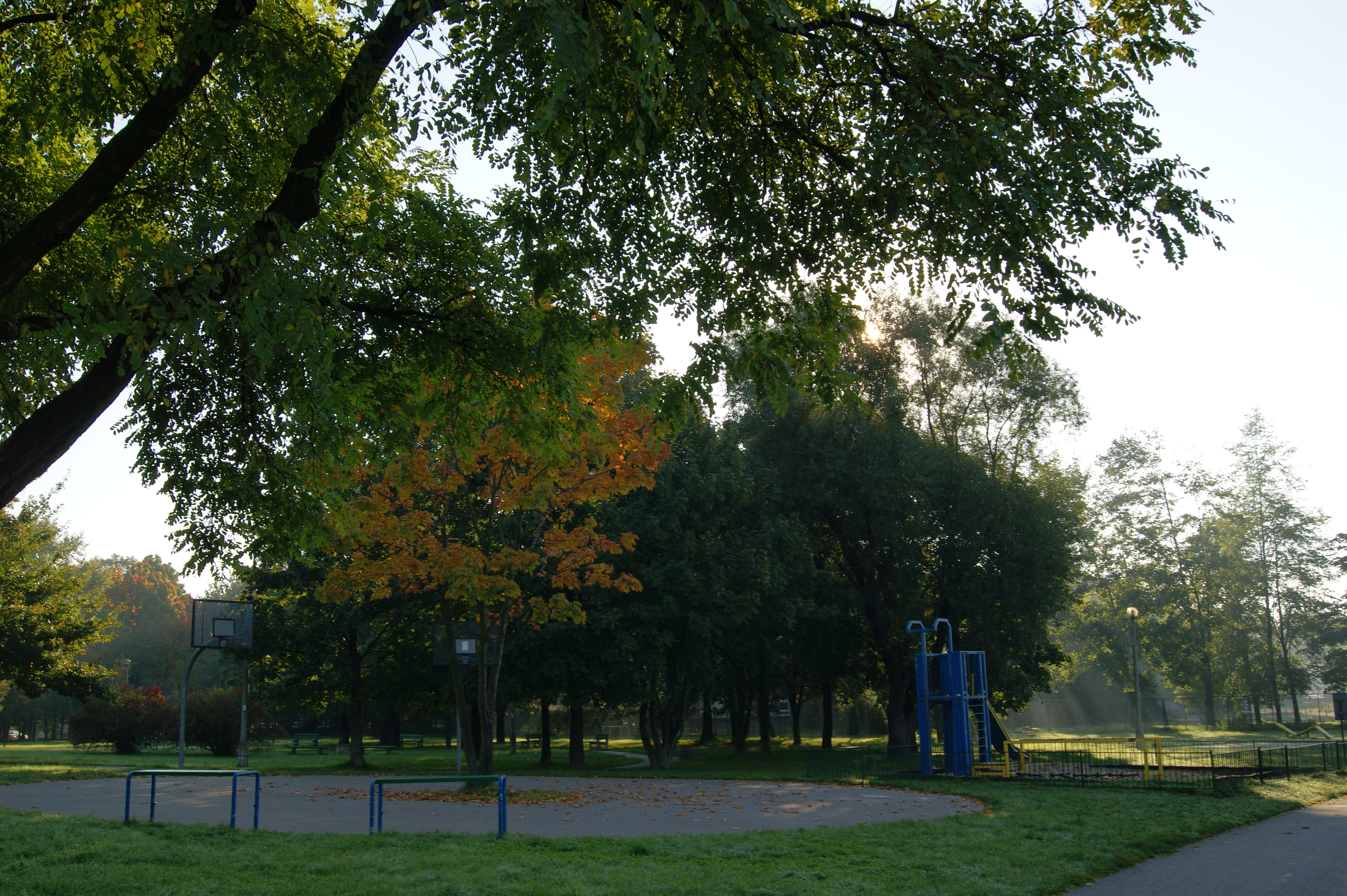
Park przed remontem (2010)
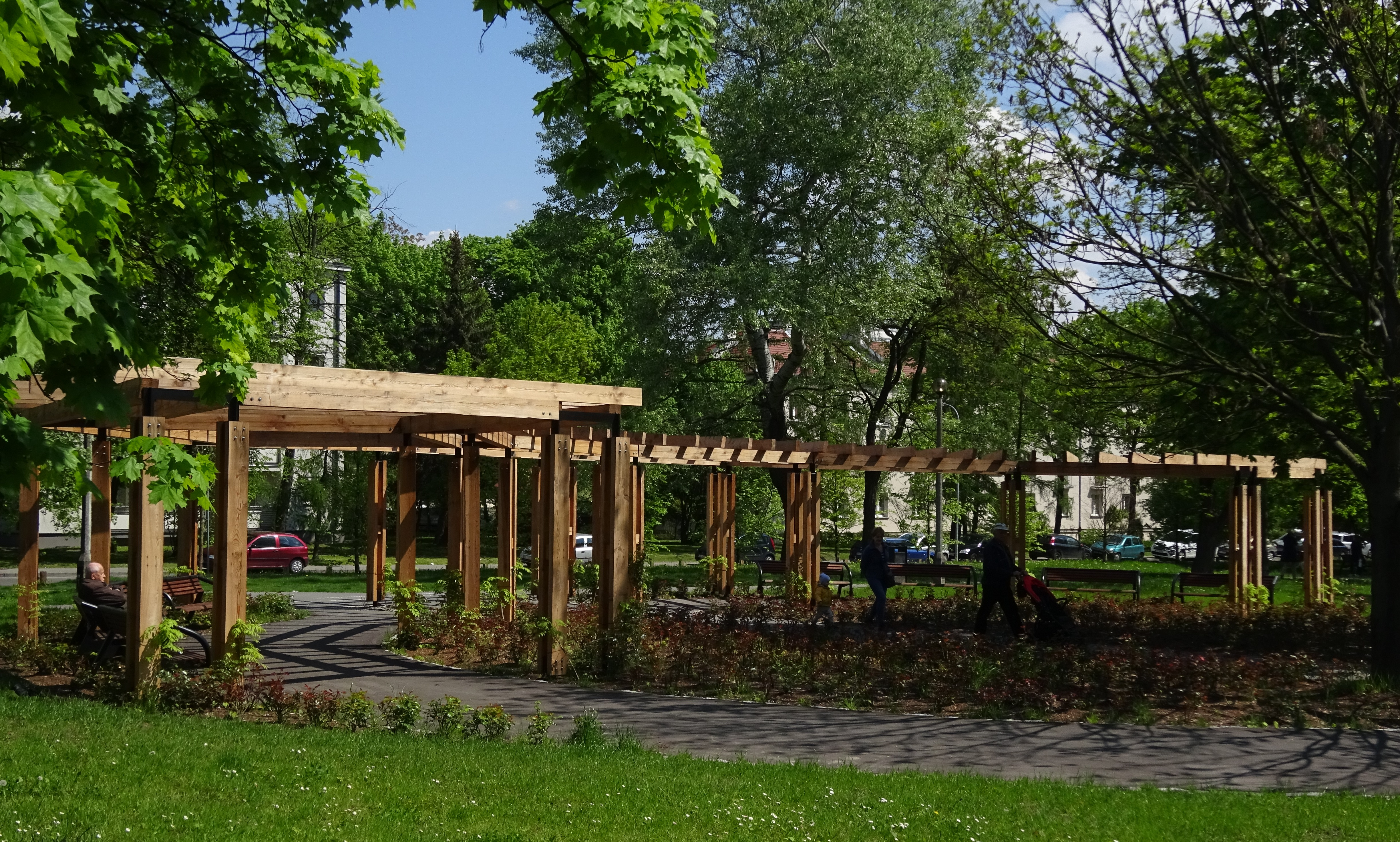
Pergola